# Cine de Turkmenistán
El cine de Turkmenistán comprende el arte del cine y películas creativas realizadas dentro de la nación de Turkmenistán o por cineastas turcomanos en el extranjero. El cine de Turkmenistán se remonta a la década de 1920, cuando el país estaba en la Unión Soviética. Desde la independencia del país en 1991, la producción de cine en Turkmenistán se ha visto muy mermada y, de hecho, la industria cinematográfica turcomana es la más limitada de cualquier estado de Asia Central.

## Historia

### Orígenes
Las primeras películas en Turkmenistán eran noticieros, documentales de eventos de actualidad como elecciones, inauguración de monumentos de Lenin y las celebraciones del aniversario de la Revolución de octubre de 1917. El primer documental que se produjo en sí en Turkmenistán fue Provozglashenie Turkmenskoi SSR («Proclamación de la República Socialista Soviética de Turkmenistán»), un trabajo de Sergei Lebedev y Boris Bashem, dos camarógrafos de Rusia desde el estudio de cine Sevzapkino en Leningrado, en 1925. El estudio de cine Ashgabat Kinofabrica se fundó en la capital de Turkmenistán al año siguiente, con estrenos consistes en documentales, películas de propaganda y noticiarios. Las exhibiciones de películas a menudo se acompañaban de charlas educativas sobre el tema de la película.
El primer largometraje que se producirá en el nuevo estudio de cine de Turkmenistán fue el documental de Alexander Vladychuk Beloe Zeloto («Oro blanco») en 1929, que se centró en la colectivización de la industria del algodón. El mismo tema fue cubierto por el primer largometraje, Zemlya Zhazhdyot («La tierra tiene sed»), dirigida por Yuli Raizman y estrenada en 1930. Esta película fue hecha para Vostokkino y era muda, pero unos meses más tarde se le añadió una banda sonora. El primer largometraje que se produjo con sonido fue Volveré, una película de 1935 de Alexander Ledashchev, que se centró en la historia de un joven obrero, Kurban. Según Svetlana Slapke, la película "dejó una impresión indeleble en el público, sobre todo porque era la primera película en sus vidas y sobre sus vidas". Su estreno fue acompañado por una especie de festival, con la música de una banda de música militar. Otros directores activos en el estudio del momento eran Vladimir Lavrov, Djavanshir Mamedov, Nikolai Mijailovich Kopysov, Djuma Nepesov y Shadurdy Annaev.

### Reorganización
En 1939 Ashgabat Kinofabrica se reorganizó como Turkmenfilm Studio. La primera película rodada en el nuevo estudio fue Dursun (1940), que fue dirigida por Yevgeni Ivanov-Barkov. Diez años antes, Ivanov-Barkov había hecho Judas, una película de éxito, pero hizo poco después hasta que el estudio de cine lo invitó a hacer Dursun. La película se basa en un cuidadoso estudio de la cultura y las tradiciones de Turkmenistán, y todos los actores de la película eran turcomanos, excepto la actriz principal, Nina Alisova.
En 1941, el Estudio de Cine de Kiev fue evacuado a Ashgabat a causa de la Segunda Guerra Mundial. Los directores de Ucrania desde el estudio de cine se asociaron con personal de la Turkmenfilm Studio para hacer noticiarios y otras películas. Los ucranianos estaban, en general, más experimentados, por lo que la guerra se convirtió en un período de formación para los cineastas jóvenes turcomanos. Svetlana Slapke argumenta que, "durante este período, la habilidad profesional en general —y especialmente técnica— de los cineastas turcomanos mejoró notablemente".
El desarrollo del cine de posguerra turcomano se interrumpió en 1948, cuando el edificio del estudio Turkmenfilm fue destruido en un terremoto de gran magnitud, lo que resultó en el cese temporal de las actividades cinematográficas. Los estudios en Asia Central en otras partes produjeron noticiarios y documentales, pero no películas.